# 陸徽
陸徽（391年—452年），字休猷，吳郡吳縣（今江蘇蘇州市）人。陸徽是南朝宋時期官員，在地方上甚有治績。

## 生平
陸徽初獲吳郡辟為主簿，後獲除衞軍、車騎二府參軍，又當過揚州主簿，王弘的衞將軍主簿及尚書都官郎等職。後陸徽出補建康令，在任清允平當，行事無私，故得宋文帝稱善，轉其為司徒左西掾。
元嘉十四年（437年），陸徽出任始興太守，翌年八月進使持節、交廣二州諸軍事、綏遠將軍、平越中郎將、廣州刺史。他在廣州任內很得士民愛戴，名聲僅次於晉末時的廣州刺史王鎮之。元嘉二十一年（444年），朝廷徵其為南平王劉鑠的冠軍司馬、長沙內史，行湘州府事，不過當時陸徽因母喪而離職守喪。元嘉二十三年（446年）正月，朝廷因益州曾有張尋、趙廣作亂而遭受破壞，遂改授陸徽為持節、督益寧二州諸軍事、寧朔將軍、益州刺史。陸徽在內撫恤有道，恩威並施，遂遏制了賊匪活動，讓人民恢復秩序，讓益州民豐物阜，安定下來。
元嘉二十九年（452年），陸徽去世，享年六十二歲。他死時家中沒有甚麼財寶，宋文帝亦惋惜其去世，稱許他「厲志廉潔，歷任恪勤，奉公盡誠，克己無倦。追贈輔國將軍，賜十萬錢及二百斛米，諡為簡子。

## 子女
- 陸叡，歷任揚州中從事、正員外郎。有子陸杲[3]
- 陸展，車騎長史、尋陽太守，隨臧質起兵反孝武帝，失敗被殺。

## 延伸阅读
[在维基数据编辑]
 《宋書/卷92》，出自沈约《宋书》